# Sebald Hertman von Graman
Sebald Hertman von Graman, född 1699, död 1766, var en svensk sjöofficer.
Graman blev 1728 löjtnant vid amiralitetet och sändes 1729 med ett fartyg till Medelhavet för att skydda svenska handelsfartyg för barbareska sjörövare. Han gjorde berömvärda insatser under sin 12-åriga kommendering där, liksom här han 1743 enligt order lyckades infånga Charles Emil Lewenhaupt d.ä., som dödsdömd flytt ur sitt fängelse. Graman blev 1741 kapten, 1760 kommendör och 1765 viceamiral.